# La Rose de Bantry
La Rose de Bantry est la trentième histoire de la série Les Tuniques bleues de Lambil et Raoul Cauvin. Elle est publiée pour la première fois du no 2673 au no 2681 du journal Spirou, puis en album en 1989. 

## Résumé
Dans cet album, Chesterfield et Blutch sont condamnés à la peine capitale : une cour martiale les condamne à être fusillés pour cause de désertion.
Mais un officier supérieur venu tout droit de Washington, le général Gooseberry, les fait libérer sur-le-champ pour les enrôler dans une mission secrète. Ils doivent s'embarquer à bord d'un bateau irlandais, le Rose of Bantry, pour y éliminer l'un de ses passagers : un politicien sudiste, Jos Hogan, que le gouvernement confédéré envoie en Europe afin d'y solliciter l'aide, financière et politique, de la Grande-Bretagne et de la France. Dans la mission qui leur est confiée, Blutch joue le rôle d'un fils et Chesterfield celui de son père mort, qui voyage à l'intérieur d'un cercueil. Le caporal soudoie le capitaine du bateau pour que le cercueil soit emmené jusqu'en Irlande, où le défunt a souhaité être inhumé. L'étape suivante est d'identifier la cible sudiste afin de la neutraliser : Blutch l'identifie et le sergent, qui doit rester dans le cercueil pour ne pas se faire repérer devra le jeter à la mer. Malheureusement, les deux coéquipiers ont été repérés par le politicien sudiste, qui les fait abandonner à bord d'une chaloupe.
Après leur repêchage, l'officier supérieur leur annonce que la cible a été arrêtée, mais Blutch et Chesterfield découvrent qu'il ne s'agit pas de la bonne personne.
Finalement, les deux hommes de l'armée s'éclipsent pour éviter de nouveau la peine capitale.

## Personnages
- Sergent Chesterfield
- Caporal Blutch
- Jos Hogan

## Autour de l'album

### Contexte historique
Cet album relate des faits qui sont inspirés de la réalité. Mais quelques évènements ont été modifiés par rapport à la vérité historique.
L’affaire du Trent est une affaire diplomatique et navale se déroulant durant la première guerre de Sécession durant laquelle deux politiciens, James Murray Mason (Français) et John Slidell (Anglais), sont respectivement envoyés en France et en Angleterre pour négocier l’indépendance des Sudistes. Ceux-ci se trouvaient sur le Trent, un bateau britannique. Ce navire fut ensuite intercepté par le capitaine du San Jacinto, qui a appris après une embuscade à Cuba qu’il y avait ces deux commissaires confédérés. Mais dans la bande dessinée, l’incident naval n’est pas présent. Ici, on ne retrouve qu’un seul bateau, le Rose of Bantry, d’origine irlandaise. De plus, il y a un personnage, Jos Hogan, qui représente un des deux diplomates se rendant en Europe pour soutenir les confédérés. Donc, celui-ci joue le double rôle. En plus de cela, Chesterfield et Blutch, qui ont été enrôlés dans une mission, avaient pour objectif de l'éliminer.
Par ailleurs, quand le capitaine Wilkes, responsable du San Jacinto, eut arrêté Mason et Slidell, il fut acclamé par les unionistes. Cependant, quand le capitaine du navire britannique fut revenu à Southampton pour relater les faits qui se sont produits lors de cette arrestation, Charles Wilkes fut par la suite menacé par les Anglais via deux lettres envoyées au gouvernement des États-Unis. Celles-ci exigeaient la libération immédiate des deux agents sudistes. Au bout du compte, ceux-ci furent libérés pour éviter la guerre. Dans l’album, un certain « Kavanagh » est arrêté à la place de Jos Hogan. De plus, il n’y a pas d’acclamations pour les deux soldats et il n'est fait mention d'aucune lettre demandant la libération du prisonnier comme dans la véritable histoire.